# Степне (Богодухівський район)
Степне́ — селище сільського типу у Богодухівській міській громаді Богодухівського району Харківської області України.
- Поштове відділення: Степнянське

## Географія
Селище Степне знаходиться біля витоків річок Івани і Рябина. Поруч проходить автомобільна дорога Р22.

## Історія
Селище засновано в 1930 році.
12 червня 2020 року, відповідно до розпорядження Кабінету Міністрів України № 725-р «Про визначення адміністративних центрів та затвердження територій територіальних громад Харківської області», селище увійшло до Богодухівської міської громади.
19 липня 2020 року, в результаті адміністративно-територіальної реформи та ліквідації Богодухівського району (1923—2020), селище увійшло до складу новоутвореного Богодухівського району Харківської області.

## Населення

### Мова
Розподіл населення за рідною мовою за даними :
| Мова       | Кількість | Відсоток |
| ---------- | --------- | -------- |
| українська | 539       | 95.91%   |
| російська  | 14        | 2.49%    |
| білоруська | 8         | 1.42%    |
| румунська  | 1         | 0.18%    |
| Усього     | 562       | 100%     |

## Пам'ятки
Ентомологічний заказник місцевого значення «Степовий». Площа 5,0 га. Знаходиться на ділянці біля села Степове. Ростуть лікарські та гарноквітучі рослини. Тут живе понад 40 видів корисних комах, в тому числі багато самотніх земляних бджіл, джмелів, метеликів.